# Edwardsia ivelli
Edwardsia ivelli is een zeeanemonensoort uit de familie Edwardsiidae. Edwardsia ivelli werd in 1975 voor het eerst wetenschappelijk beschreven door Manuel.

## Beschrijving
Edwardsia ivelli is een zeer kleine doorschijnende zeeanemoon, tot 20 mm lang en 1,5 mm in diameter. De mondschijf is bleekgeel gekleurd met oranje vlekken. Er zijn 12 transparante tentakels, gevlekt met bruin en crème, gerangschikt in twee cycli, negen tentakels in de buitenste cyclus en drie in de binnenste cyclus. In het leven worden de tentakels van de buitenste cyclus plat op het substraat gehouden, de drie van de binnenste cyclus min of meer verticaal, vaak gekruld over de mond.

## Verspreiding
Edwardsia ivelli is endemisch in Engeland, bekend van slechts één locatie, Widewater Lagoon in West Sussex, de typeplaats. Bij zoekacties van de afgelopen jaren zijn geen exemplaren gevonden en de soort wordt door sommige natuurbeschermers als uitgestorven beschouwd. Hij nestelt zich in zachte modder in zoute lagunes of beschutte kreken. E. ivelli is een kleine soort die gemakkelijk over het hoofd wordt gezien tenzij er opzettelijk naar wordt gezocht.